# Rok św. Pawła
Rok św. Pawła – okres w Kościele katolickim trwający od 29 czerwca 2008 r. do 29 czerwca 2009 r., ogłoszony przez papieża Benedykta XVI 28 czerwca 2007 r. z okazji dwutysiąclecia narodzenia Apostoła Narodów – św. Pawła.
Jubileusz rozpoczął się otwarciem Bramy św. Pawła w bazylice większej św. Pawła za Murami w Rzymie, a zakończyło go zamknięcie tych samych Świętych Drzwi. Szczególnym znakiem tego Roku Jubileuszowego były lampy oliwne symbolizujące duchowy kontakt z Bogiem, wystawione przed bazyliką św. Pawła oraz kilku miastach Turcji, w Efezie, Tarsie oraz na Malcie, tj. w miejscach szczególnie ważnych dla św. Pawła.
W czasie Roku św. Pawła możliwe było uzyskanie odpustu zupełnego za siebie lub za zmarłego na zasadach ogólnych (tj. m.in. po spowiedzi, Komunii i modlitwie w intencjach papieża). Odpust można było uzyskać:
- każdego dnia w okresie jubileuszowym w bazylice św. Pawła w Rzymie odwiedzając grób Apostoła
- w dniu rozpoczęcia oraz zakończenia Jubileuszu (tj. 29 czerwca 2008 r. oraz 29 czerwca 2009 r.) w każdym kościele na całym świecie podczas mszy świętej
- w świątyniach i terminach oraz na zasadach określonych przez ordynariuszy (zwłaszcza biskupów metropolitalnych), np. 29 dnia każdego miesiąca w świątyniach pod wezwaniem św. ap. Pawła lub Piotra i Pawła.